# کلادیا نتو
کلادیا نتو (انگلیسی: Cláudia Neto؛ زادهٔ ۱۸ آوریل ۱۹۸۸) بازیکن فوتبال اهل پرتغال است.
از باشگاه‌هایی که در آن بازی کرده‌است می‌توان به باشگاه فوتبال اسپانیول و باشگاه فوتبال لینشوپینگ اشاره کرد.
وی همچنین در تیم ملی فوتبال زنان پرتغال بازی کرده‌است.